# Lophosia lophosioides
Lophosia lophosioides là một loài ruồi trong họ Tachinidae.